# کارلو ماسولو
کارلو ماسولو (ایتالیایی: Carlo Massullo؛ زادهٔ ۱۳ اوت ۱۹۵۷) ورزشکار  پنج‌گانه مدرن اهل ایتالیا است.